# Miss Universo 2024
Miss Universo 2024, la 73.ª edición del concurso Miss Universo, se llevó a cabo en la Arena Ciudad de México de Ciudad de México (México) el 16 de noviembre de 2024.
Representantes provenientes de 125 países y territorios compitieron por el título, superando el récord anterior de 94 participantes establecido en 2018. Al final del evento, Miss Universo 2023, Sheynnis Palacios de Nicaragua, coronó como su sucesora a Victoria Kjær Theilvig de Dinamarca. Elegida por un jurado de doce personas, la ganadora, de 21 años, se convirtió en la primera representante de su país en obtener el título de Miss Universo.
La noche final fue trasmitida en vivo por el servicio de streaming estadounidense Roku, con difusión simultánea en español por la cadena Telemundo, además contó con una transmisión exclusiva para México por TV Azteca y también trasmitió USA Network para Latinoamérica. El concurso fue presentado por Mario Lopez, y por tercer año consecutivo por la Miss Universo 2012 Olivia Culpo, en las bambalinas fue el tercer año consecutivo de Catriona Gray, Miss Universo 2018, y Zuri Hall, presentadora de televisión.

## Antecedentes

### Sede y fecha

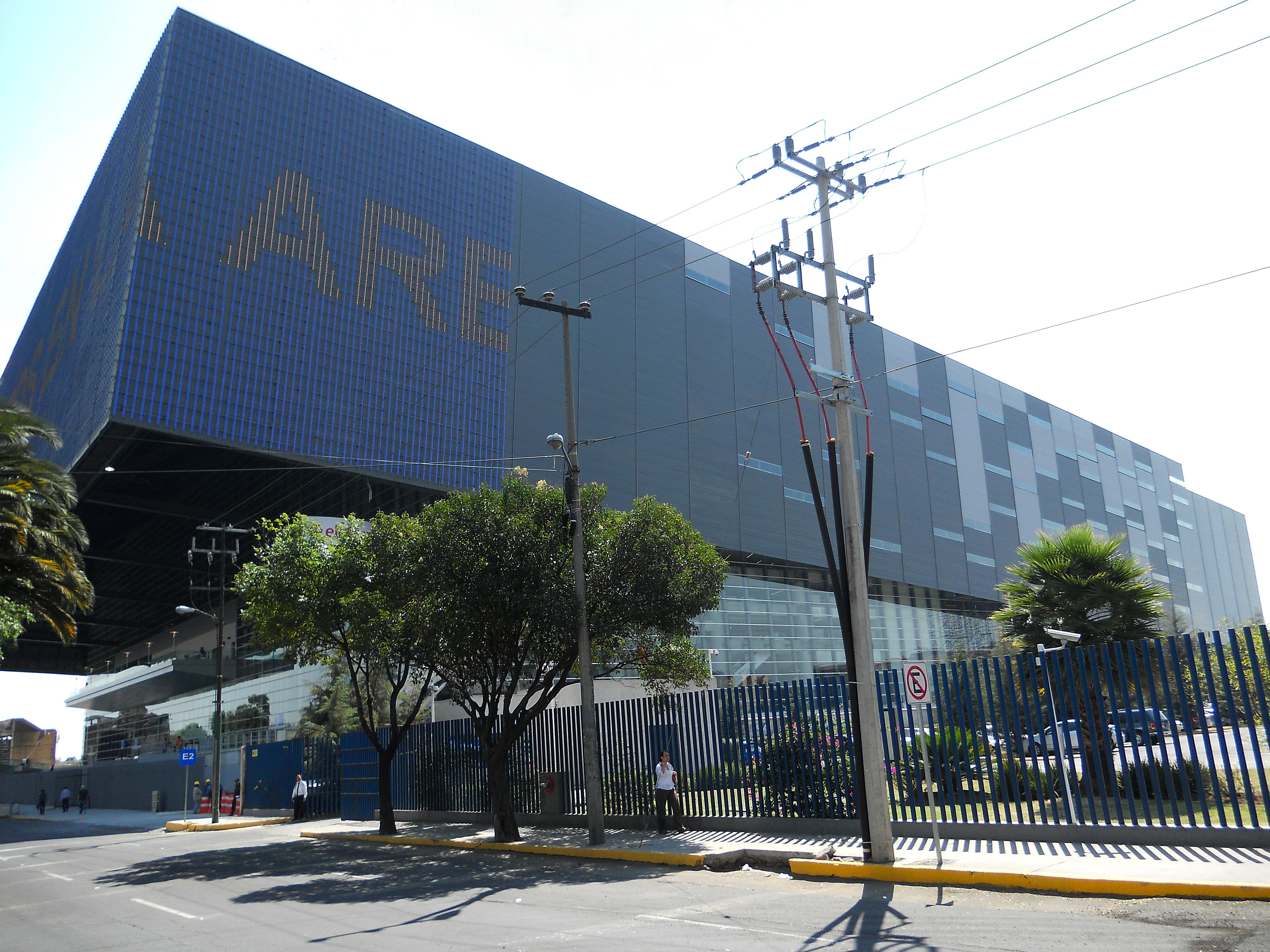
Arena Ciudad de México, recinto sede.

El 18 de noviembre de 2023, durante la 72.ª edición, el empresario Raúl Rocha Cantú anunció a través de un video de presentación que la 73.ª edición se llevaría a cabo en México. Esta fue la quinta ocasión en la que el país alberga el concurso, y la primera desde la edición de 2007. Más tarde se confirmó que la competencia preliminar se llevaría a cabo el 14 de noviembre y la coronación tendría lugar el 16 de noviembre de 2024.

### Selección de candidatas
En septiembre de 2023, durante el desfile de Tanner Fletcher en la Semana de la Moda de Nueva York, la ganadora de la edición de 2022, R'Bonney Gabriel, reveló que la Organización Miss Universo había tomado la decisión de eliminar las restricciones de edad para las candidatas mayores de 18 años, lo cual se implementaría a partir de la edición de 2024. Antes de este cambio, el concurso había restringido la participación a mujeres de entre 18 y 28 años el año del concurso, fuera de circunstancias especiales.

#### Reemplazos
Franki Russell fue coronada inicialmente como la representante de Nueva Zelanda. Sin embargo, Yugen PR and Talents decidió retirar su participación y renunciar a su licencia, alegando que no cumplieron con algunas pautas establecidas por la Organización Miss Universo. Finalmente, una nueva organización obtuvo la licencia y coronó a Victoria Vincent como la nueva representante.
Fay Asghari fue la ganadora original del concurso Miss Universo Persia 2024, que selecciona a la representante iraní para Miss Universo. Sin embargo, Asghari finalmente renunció a su corona debido a un conflicto con su trabajo y fue reemplazada por su primera finalista, Ava Vahneshan.
Andrea Radford ganó Miss Universo Guatemala en julio, pero renunció a su título después de quedar embarazada. Fue reemplazada por su primera finalista, Ana Gabriela Villanueva.
Karyna Kisialiova inicialmente ganó el título para representar a Bielorrusia. Ella y la Organización Miss Queen Belarus se retiraron por razones desconocidas. La ganadora de Miss Bielorrusia 2023, Eleonora Kachalovskaya, fue designada como la nueva representante por el nuevo director nacional.
Irina Zakharova fue originalmente coronada como Miss Universo Armenia 2024, pero enfrentó críticas del público armenio después de revelarse que era ciudadana rusa. Finalmente, la Organización Miss Universo la descalificó, indicando que violó las reglas de elegibilidad para participar. Fue reemplazada por su tercera finalista, Emma Avanesyan.

#### Debuts, regresos y retiros
Esta edición marcó el debut de Bielorrusia, Emiratos Árabes Unidos, Eritrea, Guinea, Irán, Macao, Maldivas, Moldavia, Macedonia del Norte y Somalia.
Además, esta edición contó con el regreso de Cuba, que compitió por última vez en 1967; Fiyi en 1981; Guadalupe y Martinica en 1984; Costa de Marfil, República Democrática del Congo (como Zaire) y Samoa (como Samoa Occidental) en 1986; Senegal en 1987; Gibraltar en 1990; Bonaire y Surinam en 1999; Hong Kong en 2000; Chipre en 2012; Botsuana y Estonia en 2013; Islas Turcas y Caicos en 2014; Montenegro y Serbia en 2015; Sri Lanka y Zambia en 2018; Bangladés, las Islas Vírgenes de los Estados Unidos, Nueva Zelanda y Tanzania en 2019; Israel, Kenia y Rumania en 2021; y Armenia, Belice, China, Kirguistán, Turquía y Uruguay, que compitieron por última vez en 2022.
Bahar Mirzayeva de Azerbaiyán no se presentó en el país anfitrión. Italy Mora de Panamá fue descalificada durante el concurso por abandonar el hotel sin el consentimiento de la Organización Miss Universo. Esta decisión fue tomada conjuntamente por el Comité Disciplinario de la Organización Miss Universo y el titular de la franquicia local. Antes de la competencia preliminar, Edona Bajrami de Kosovo y Mia le Roux de Sudáfrica se retiraron debido a problemas de salud.

## Resultados

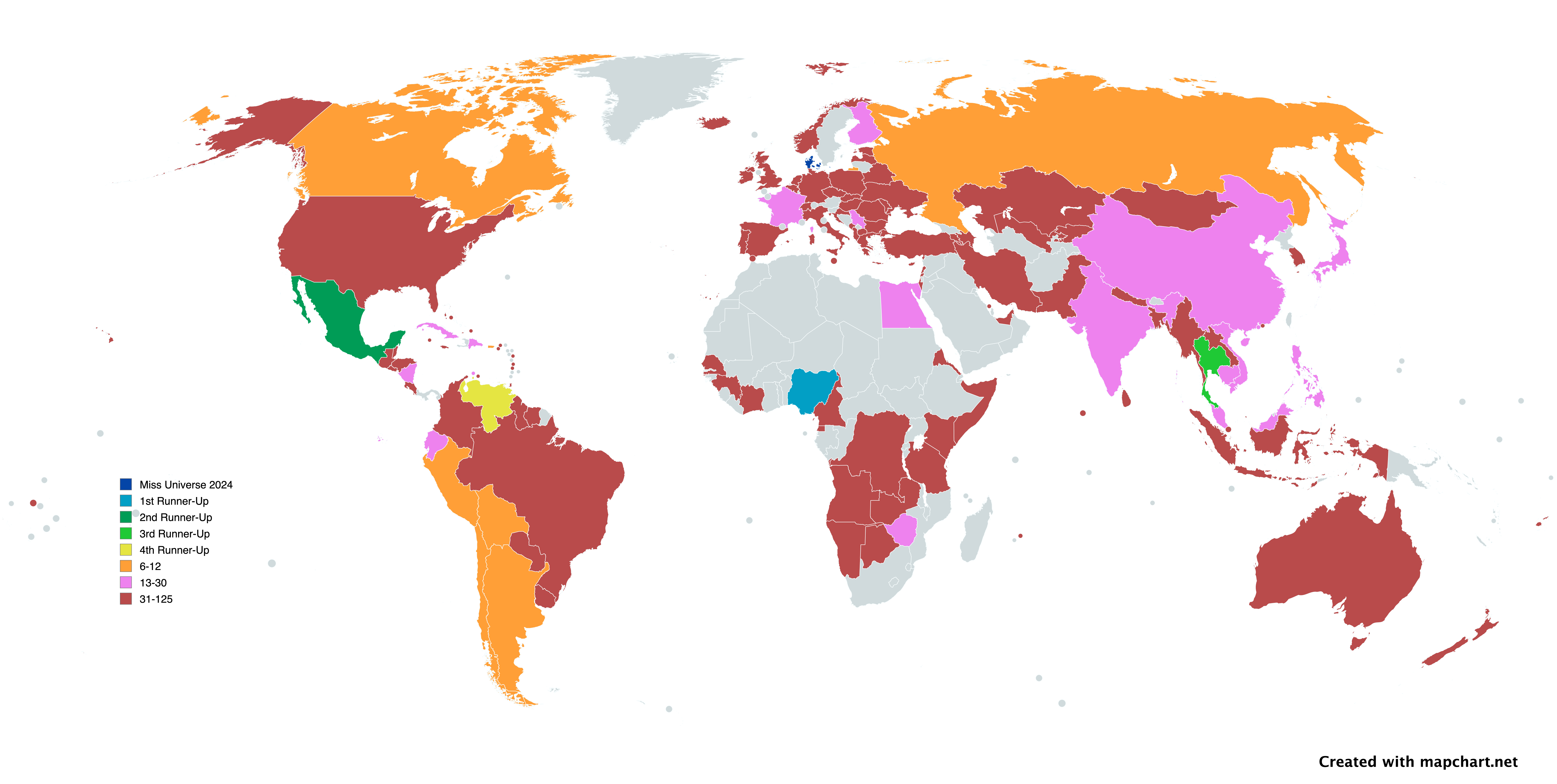
Países participantes y resultados de Miss Universo 2024

La ganadora, las cuatro finalistas, semifinalistas y cuartofinalistas son las siguientes candidatas:
| Posición                  | Candidata |
| ------------------------- | --- |
| Miss Universo 2024        | - Dinamarca - Victoria Kjær Theilvig |
| Primera finalista         | - Nigeria - Chidimma Adetshina |
| Segunda finalista         | - México - María Fernanda Beltrán |
| Tercera finalista         | - Tailandia - Suchata Chuangsri (destituida) |
| Cuarta finalista          | - Venezuela - Ileana Márquez |
| Semifinalistas (Top 12)   | - Argentina - Magalí Benejam - Bolivia - Juliana Barrientos - Canadá - Ashley Callingbull - Chile - Emilia Dides § - Perú - Tatiana Calmell - Puerto Rico - Jennifer Colón - Rusia - Valentina Alekseeva |
| Cuartofinalistas (Top 30) | - Aruba - Anouk Eman - Camboya - Davin Prasath - China - Jia Qi - Cuba - Marianela Ancheta - Ecuador - Mara Topić - Egipto - Logina Salah - Filipinas - Chelsea Manalo - Finlandia - Matilda Wirtavuori - Francia - Indira Ampiot - India - Rhea Singha - Japón - Kaya Chakrabortty - Macao - Cassandra Chiu - Malasia - Sandra Lim - Nicaragua - Geyssell García - República Dominicana - Celinee Santos - Serbia - Ivana Trišić - Vietnam - Nguyễn Cao Kỳ Duyên - Zimbabue - Sakhile Dube |

§ – Ganadora del voto del público y avanza al top 30.

### Ganadoras continentales
Después de la competencia final, se anunciaron las ganadoras continentales durante la conferencia de prensa. Las reinas continentales recibieron la mayor cantidad de interacciones en las redes sociales durante la competencia, independientemente de sus posiciones en la competencia:
| Posición                             | Candidata                        |
| ------------------------------------ | -------------------------------- |
| Miss Universo África y Oceanía       | - Nigeria - Chidimma Adetshina   |
| Miss Universo Asia                   | - Filipinas - Chelsea Manalo     |
| Miss Universo América                | - Perú - Tatiana Calmell         |
| Miss Universo Europa y Medio Oriente | - Finlandia - Matilda Wirtavuori |

### Premios especiales
Luego de la competencia preliminar, se entregaron premios especiales a los directores nacionales y concursantes que demostraron su dedicación y pasión por la organización Miss Universo.
| Premio           | Candidata                            |
| ---------------- | ------------------------------------ |
| Miss Simpatía    | - Trinidad y Tobago - Jenelle Thongs |
| Mejor piel       | - Honduras - Stephanie Cam           |
| Voto del público | - Chile - Emilia Dides               |

| Premio                                | Director(a) nacional                             |
| ------------------------------------- | ------------------------------------------------ |
| Mejor director nacional               | - Miss Universo Canadá - Denis Dávila            |
| Mejor concurso nacional               | - Miss Universo Vietnam - Nguyễn Thị Hương Ly    |
| Más allá de la corona                 | - Miss Universo Puerto Rico - Yizette Cifredo    |
| Mejor país anfitrión de gira nacional | - Miss Universo Filipinas - Jonas Antonio Gaffud |

#### Mejor traje nacional
El premio al mejor traje nacional se anunció en las plataformas oficiales de redes sociales dos semanas después de la competencia, según los votos en la aplicación Miss Universo:
| Premio               | Premio     | Candidata                       |
| -------------------- | ---------- | ------------------------------- |
| Mejor traje nacional | Ganadora   | - Filipinas - Chelsea Manalo    |
| Mejor traje nacional | 2.º lugar  | - Chile - Emilia Dides          |
| Mejor traje nacional | 3.er lugar | - Vietnam - Nguyễn Cao Kỳ Duyên |

#### Voice for Change
Las concursantes participaron en el concurso Voice For Change (voz por el cambio), donde mostraron su apoyo a través de un video de tres minutos. El concurso fue patrocinado por la marca de joyería Mouawad y la plataforma de comunicación CI Talks, y las ganadoras se determinaron mediante una votación en línea y un comité de selección. Durante la competencia preliminar, se anunciaron las siete finalistas de plata y las tres ganadoras de oro:
| Posición            | Candidata |
| ------------------- | --- |
| Ganadoras de oro    | - Bolivia - Juliana Barrientos - Camboya - Davin Prasath - Guatemala - Ana Gabriela Villanueva                                                                                                   |
| Finalistas de plata | - Aruba - Anouk Eman - Baréin - Shereen Ahmed - Islas Caimán - Raegan Rutty - Eritrea - Snit Tewoldemedhin - Finlandia - Matilda Wirtavuori - Guinea - Saran Bah - Tailandia - Suchata Chuangsri |

## El concurso

### Formato
El número de cuartofinalistas en esta edición aumentó de veinte a treinta, marcando el mayor número de cuartofinalistas en la historia del concurso. La competencia preliminar, que consistió en el segmento de traje de baño, vestido de noche y entrevistas a puerta cerrada, determinó a las cuartofinalistas para el concurso. Cuatro reinas continentales y una ganadora por voto de los fanáticos fueron anunciadas al final de la competencia preliminar, avanzando automáticamente cada una a los cuartos de final. El grupo inicial de cuartofinalistas luego compitió en el segmento de traje de baño, de las cuales doce concursantes pasaron a la competencia de traje de noche. Posteriormente, cinco candidatas avanzaron a la ronda de preguntas y respuestas, donde se anunciaron la ganadora y sus cuatro finalistas.

### Comité de selección
El comité de selección estuvo conformado por las siguientes doce personas:
- Emilio Estefan, productor musical cubano
- Lele Pons, actriz, influencer y cantante venezolana
- Romero Britto, pintor y escultor brasileño
- Eva Cavalli, empresaria, diseñadora de modas y primera finalista de Miss Universo 1977 de Austria
- Margaret Gardiner, periodista y Miss Universo 1978 de Sudáfrica
- Jessica Carrillo, presentadora de televisión mexicana en Telemundo
- Gianluca Vacchi, empresario y DJ italiano
- Fariana, actriz y cantante colombiana
- Camila Guiribitey, influencer y odontóloga cubana
- Nova Stevens, modelo canadiense y Miss Universo Canadá 2020
- Gabriela González, diseñadora de modas mexicana
- Gary Nader, coleccionista de arte dominicano de origen libanés

## Candidatas
125 candidatas compitieron por el título:
| País/Territorio                      | Candidata                | Edad | Procedencia            |
| ------------------------------------ | ------------------------ | ---- | ---------------------- |
| Albania                              | Franceska Rustem         | 19   | Durrës                 |
| Alemania                             | Pia Theissen             | 26   | Colonia                |
| Angola                               | Nelma Ferreira           | 26   | Benguela               |
| Argentina                            | Magalí Benejam           | 30   | Córdoba                |
| Armenia                              | Emma Avanesyan           | 32   | Ereván                 |
| Aruba                                | Anouk Eman               | 32   | Noord                  |
| Australia                            | Zoe Creed                | 23   | Gold Coast             |
| Bahamas                              | Selvinique Wright        | 32   | Andros                 |
| Bangladés                            | Aniqa Alan               | 34   | Daca                   |
| Baréin                               | Shereen Ahmed            | 29   | Manama                 |
| Bélgica                              | Kenza Ameloot            | 22   | Gante                  |
| Belice                               | Halima Hoy               | 30   | Ciudad de Belice       |
| Bielorrusia                          | Eleanora Kachalovskaya   | 24   | Minsk                  |
| Birmania                             | Thet San Andersen        | 23   | Rangún                 |
| Bolivia                              | Juliana Barrientos       | 27   | Cochabamba             |
| Bonaire                              | Ruby Pouchet             | 29   | Kralendijk             |
| Botsuana                             | Thanolo Keutlwile        | 28   | Thamaga                |
| Brasil                               | Luana Cavalcante         | 25   | Recife                 |
| Bulgaria                             | Elena Vian               | 33   | Jaskovo                |
| Camboya                              | Davin Prasath            | 33   | Nom Pen                |
| Camerún                              | Noura Njikam             | 25   | Yaundé                 |
| Canadá                               | Ashley Callingbull       | 35   | Enoch Cree Nation      |
| Chile                                | Emilia Dides             | 25   | Vitacura               |
| China                                | Jia QiΔ                  | 24   | Chengdu                |
| Chipre                               | Katerina Dimitriou Δ     | 29   | Nicosia                |
| Colombia                             | Daniela Toloza           | 30   | Cali                   |
| Corea del Sur                        | Ariel Han                | 22   | Seúl                   |
| Costa de Marfil                      | Marie-Emmanuelle Diamala | 20   | Aboisso                |
| Costa Rica                           | Elena Hidalgo            | 32   | San José               |
| Croacia                              | Zrinka Ćorić             | 23   | Dubrovnik              |
| Cuba                                 | Marianela Ancheta        | 31   | Ranchuelo              |
| Curazao                              | Kimberly de Boer         | 19   | Willemstad             |
| Dinamarca                            | Victoria Kjær Theilvig   | 21   | Søborg                 |
| Ecuador                              | Mara Topić               | 30   | Los Ángeles            |
| Egipto                               | Logina Salah             | 34   | Alejandría             |
| El Salvador                          | Florence García          | 26   | San Miguel             |
| Emiratos Árabes Unidos               | Emilia Dobreva           | 27   | Dubái                  |
| Eritrea                              | Snit Tewoldemedhin       | 25   | Asmara                 |
| Eslovaquia                           | Petra Siváková           | 23   | Humenné                |
| España                               | Michelle Jiménez         | 21   | Barcelona              |
| Estados Unidos                       | Alma Cooper              | 22   | Okemos                 |
| Estonia                              | Valeria Vasilieva        | 22   | Tallin                 |
| Filipinas                            | Chelsea Manalo           | 25   | Mecabayan              |
| Finlandia                            | Matilda Wirtavuori       | 24   | Tampere                |
| Fiyi                                 | Manshika Prasad          | 24   | Levuka                 |
| Francia                              | Indira Ampiot            | 20   | Basse-Terre            |
| Gibraltar                            | Shyanne McIntosh         | 25   | Gibraltar              |
| Gran Bretaña                         | Christina Chalk          | 31   | Dunblane               |
| Grecia                               | Christianna KatsieriΔ    | 22   | El Pireo               |
| Guadalupe                            | Coraly Desplan           | 20   | Pointe-Noire           |
| Guatemala                            | Gabriela VillanuevaΔ     | 22   | Santa Cruz Naranjo     |
| Guinea                               | Saran Bah                | 29   | Conakri                |
| Guinea Ecuatorial                    | Diana Mouhafo            | 25   | Malabo                 |
| Guyana                               | Ariana Blaize            | 26   | Georgetown             |
| Honduras                             | Stephanie Cam            | 32   | San Pedro Sula         |
| Hong Kong                            | Joanne Rhodes            | 24   | Hong Kong              |
| Hungría                              | Nóra Kenéz               | 28   | Budapest               |
| India                                | Rhea Singha              | 19   | Ahmedabad              |
| Indonesia                            | Clara Shafira Krebs      | 22   | Tangerang              |
| Irán                                 | Ava Vahneshan            | 25   | Cascaes                |
| Irlanda                              | Sofia Labus              | 21   | Cork                   |
| Islandia                             | Sóldís Vala Ívarsdóttir  | 18   | Árbær                  |
| Islas Caimán                         | Raegan Rutty             | 22   | East End               |
| Islas Turcas y Caicos                | Raynae Myers             | 23   | Providenciales         |
| Islas Vírgenes Británicas            | Deyounce Lowenfield      | 20   | Tórtola                |
| Islas Vírgenes de los Estados Unidos | Stephany Andujar         | 21   | Santo Tomás            |
| Israel                               | Ofir Korsia              | 23   | Rishon LeZion          |
| Italia                               | Glelany Cavalcante       | 30   | Noto                   |
| Jamaica                              | Rachel Silvera           | 25   | Saint Mary             |
| Japón                                | Kaya Chakrabortty        | 23   | Kōbe                   |
| Kazajistán                           | Madina Almukhanova       | 23   | Almaty                 |
| Kenia                                | Irene Ng'endo            | 26   | Juja                   |
| Kirguistán                           | Maya TurdalievaΔ         | 25   | Biskek                 |
| Laos                                 | Phiranya Thipphomvong    | 28   | Houaphan               |
| Letonia                              | Maria Vicinska           | 26   | Riga                   |
| Líbano                               | Nada Koussa              | 26   | Rajbe                  |
| Macao                                | Cassandra Chiu           | 23   | Nossa Senhora do Carmo |
| Macedonia del Norte                  | Tea Gjorgievska          | 21   | Kumanovo               |
| Malasia                              | Sandra Lim               | 23   | Selangor               |
| Maldivas                             | Mariyam Naseem           | 21   | Malé                   |
| Malta                                | Beatrice Njoya           | 40   | San Pawl il-Baħar      |
| Martinica                            | Catherine Edouard        | 25   | Fort-de-France         |
| Mauricio                             | Tania René               | 27   | Quatre Bornes          |
| México                               | María Fernanda Beltrán   | 24   | Culiacán               |
| Moldavia                             | Djulieta Calalb          | 20   | Chisináu               |
| Mongolia                             | Nominzul ZandangiinΔ     | 19   | Ulán Bator             |
| Montenegro                           | Rumina Ivezaj            | 19   | Tuzi                   |
| Namibia                              | Prinsca Anyolo           | 24   | Windhoek               |
| Nepal                                | Sampada Ghimire          | 23   | Bhaktapur              |
| Nicaragua                            | Geyssell GarcíaΔ         | 29   | Santo Tomás            |
| Nigeria                              | Chidimma Adetshina       | 23   | Taraba                 |
| Noruega                              | Lilly Sødal              | 21   | Kristiansand           |
| Nueva Zelanda                        | Victoria Vincent         | 29   | Auckland               |
| Países Bajos                         | Faith Landman            | 27   | Zandvoort              |
| Pakistán                             | Noor Xarmina             | 29   | Islamabad              |
| Paraguay                             | Naomi Méndez∆            | 32   | Asunción               |
| Perú                                 | Tatiana Calmell          | 30   | Talara                 |
| Polonia                              | Kasandra Zawal           | 28   | Bierzglinek            |
| Portugal                             | Andreia Correia          | 26   | Sintra                 |
| Puerto Rico                          | Jennifer Colón           | 36   | Orocovis               |
| República Checa                      | Marie Danči              | 28   | Krnov                  |
| República Democrática del Congo      | Ilda Amani               | 26   | Bukavu                 |
| República Dominicana                 | Celinee Santos           | 24   | Santo Domingo          |
| Rumania                              | Loredana Salanță         | 33   | Bistrița               |
| Rusia                                | Valentina Alekseeva      | 18   | Chuvasia               |
| Samoa                                | Haylani Kuruppu Δ        | 25   | Apia                   |
| Santa Lucía                          | Skye Faucher             | 26   | Castries               |
| Senegal                              | Fatou Bintou Guèye       | 23   | Louga                  |
| Serbia                               | Ivanna Trišić            | 30   | Obrenovac              |
| Singapur                             | Charlotte Chia           | 26   | Singapur               |
| Somalia                              | Khadija Omar             | 23   | Mogadiscio             |
| Sri Lanka                            | Melloney Dassanayake     | 25   | Colombo                |
| Surinam                              | Pooja Chotkan            | 23   | Paramaribo             |
| Suiza                                | Laura Bircher            | 23   | Stans                  |
| Tailandia                            | Suchata Chuangsri        | 20   | Bangkok                |
| Tanzania                             | Judith Ngusa             | 26   | Lindi                  |
| Trinidad y Tobago                    | Jenelle Thongs           | 32   | Morvant                |
| Turquía                              | Ayliz Duman              | 20   | Estambul               |
| Ucrania                              | Alina Ponomarenko        | 20   | Odesa                  |
| Uruguay                              | Yanina Lucas             | 28   | Minas                  |
| Uzbekistán                           | Nigina Fakhriddinova     | 25   | Navoi                  |
| Venezuela                            | Ileana Márquez           | 28   | Valencia               |
| Vietnam                              | Nguyễn Kỳ Duyên          | 28   | Nam Định               |
| Zambia                               | Brandina Lubuli          | 28   | Mufulira               |
| Zimbabue                             | Sakhile Dube             | 27   | Bulawayo               |

- Δ: Estas delegadas fueron seleccionadas directamente por sus organizaciones nacionales para concursar en Miss Universo.